# Mauno Koivisto
Mauno Henrik Koivisto (Turku, 25 november 1923 – Helsinki, 12 mei 2017) was een Fins politicus. Van 1982 tot 1994 was hij de negende president van Finland.

## Achtergrond en opleiding
Koivisto's vader was een scheepsbouwer die overleed toen Mauno nog maar 10 jaar was. Na zijn basisschool moest Mauno Koivisto reeds op dertienjarige leeftijd gaan werken. Via de avondschool behaalde hij zijn diploma middelbare school. In 1939 vocht hij in de Winteroorlog. Ook tijdens de Vervolgoorlog (1941-1944) was hij actief als militair in de eenheid van kapitein Lauri Törni.
Na de oorlog werkte Koivisto als timmerman. In 1947 werd hij lid van de Sociaaldemocratische Partij (SDP). Van 1949 tot 1955 studeerde hij economie aan de Universiteit van Turku. Hij sloot zijn studie succesvol af en hij verwierf de doctorstitel.

## Bankier
Na zijn studie kreeg hij een betrekking bij de Arbeidersspaarbank te Helsinki. In 1958 werd hij directeur van de Arbeidersspaarbank (tot 1968). In 1968 werd hij lid van de Raad van Bestuur van de Bank van Finland en later directeur. Met korte onderbrekingen bleef hij dit tot 1982.
Koivisto stond bekend als een pessimist die waarschuwde tegen de illusies die het gevolg waren van hoogconjuctuur. Ook bepleitte hij een strak fiscaal beleid.

## Minister en premier
In 1966 werd hij minister van Financiën in het centrumlinkse kabinet Paasio. Binnen de Sociaaldemocratische Partij waren velen ontevreden over Paasio's leiderschap. Uiteindelijk schoof de SDP Koivisto als Paasio's opvolger naar voren. Op 22 maart 1968 werd Koivisto premier van een breed coalitiekabinet, bestaande uit de SDP, de Centrumpartij, het Sociaaldemocratisch Verbond, de Volksdemocratische Partij en de Zweedse Volkspartij.
Koivisto streefde naar samenwerking met de Scandinavische staten. Er ontstond in 1969 een kleine crisis toen de USSR Koivisto en zijn regering beschuldigde van ontrouw aan het neutraliteitspact. Een bezoek van de Finse minister van Buitenlandse Zaken Ahti Karjalainen aan Moskou maakte een einde aan de crisis.
De verkiezingsoverwinning van de rechtse partijen in 1970 betekende het einde van Koivisto's centrumlinkse coalitie. In 1979 kon Koivisto opnieuw een centrumlinks kabinet vormen. Dit kabinet bleef aan tot 1982.

## President van Finland
Koivisto bleek een pragmatisch politicus. De Finse president, Urho Kekkonen, zag in de populaire Koivisto een potentiële rivaal voor het presidentschap. Ook de Sovjet-Unie, Finlands machtige buur en bondgenoot wilde niet dat Koivisto eventueel president zou worden. In 1981 ging de gezondheidssituatie van de 81-jarige Kekkonen achteruit. Leden van Kekkonens partij, de Centrumpartij (KESK) en de Russen wilden verijdelen dat Koivisto president werd. De Centrumpolitici en het parlement poogden het kabinet te doen vallen zodat Koivisto niet vanuit de positie van premier campagne zou kunnen voeren. Dit lukte echter niet omdat de communistische Volksdemocratische Partij - ironisch - Koivisto vanuit het parlement bleef steunen en de Centrumpartij niet voldoende steun kreeg in het parlement om hun plannen door te voeren.
Eind 1981 trad Kekkonen af en werd Koivisto waarnemend president. In de aanloop van de presidentsverkiezingen bleek dat de Centrumpartij niet Ahti Karjalainen, de favoriete kandidaat van het Kremlin, naar voren schoof als presidentskandidaat, maar Johannes Virolainen. In januari 1982 moest de Finse bevolking een college van kiesmannen kiezen dat op zijn beurt de president moest kiezen. Maar liefst 43,3% van de kiesgerechtigden stemde voor een sociaaldemocratische kiesman. 167 van de 301 kiesmannen brachten hun stem uit op Koivisto en hij werd tot president gekozen. Harri Holkeri van de Nationale Coalitie Partij werd met 58 stemmen tweede. Koivisto benoemde partijgenoot Kalevi Sorsa tot zijn opvolger als premier.
In 1983 bezocht Koivisto de Sovjet-Unie om het vriendschaps- en bijstandsverdrag te hernieuwen. Tijdens dit bezoek liet de USSR haar bezwaren tegen Koivisto varen. Koivisto voerde aanvankelijk een strikt neutrale buitenlandse politiek die op de USSR gericht was (voortzetting Paasikivi-Kekkonen lijn). Dankzij het handhaven van de vriendschap met de Sovjet-Unie kon hij nauwe betrekkingen aangaan met de EG. Na de val van Sovjet-Unie richtte hij zich volledig op de EG (EU).
Koivisto werd in 1988 als president herkozen. Hij zag af van een derde ambtstermijn. Tot zijn opvolger werd Martti Oiva Kalevi Ahtisaari gekozen, eveneens van de Sociaaldemocratische Partij.
Zijn relaties met journalisten was slecht. Hij noemde ze "Lemmingen." Aan de andere kant was hij minder autoritair dan Kekkonen. Na zijn aftreden schreef hij zijn memoires en schreef hij commentaren.
Mauno Koivisto overleed in 2017 op 93-jarige leeftijd.